# Brezovo, Nordmakedonien
Brezovo (makedonska: Брезово) är en ort i Nordmakedonien. Den ligger i kommunen Demir Hisar, i den sydvästra delen av landet, 80 kilometer söder om huvudstaden Skopje. Brezovo ligger 888 meter över havet och antalet invånare är 197.